# Dedykacja (literatura)

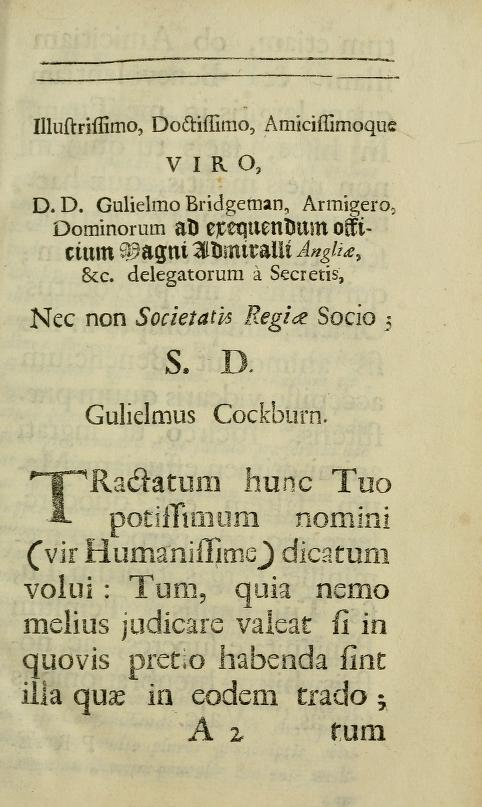
Dedykacja w książce Œconomia Corporis Animalis Williama Cockburna, 1695

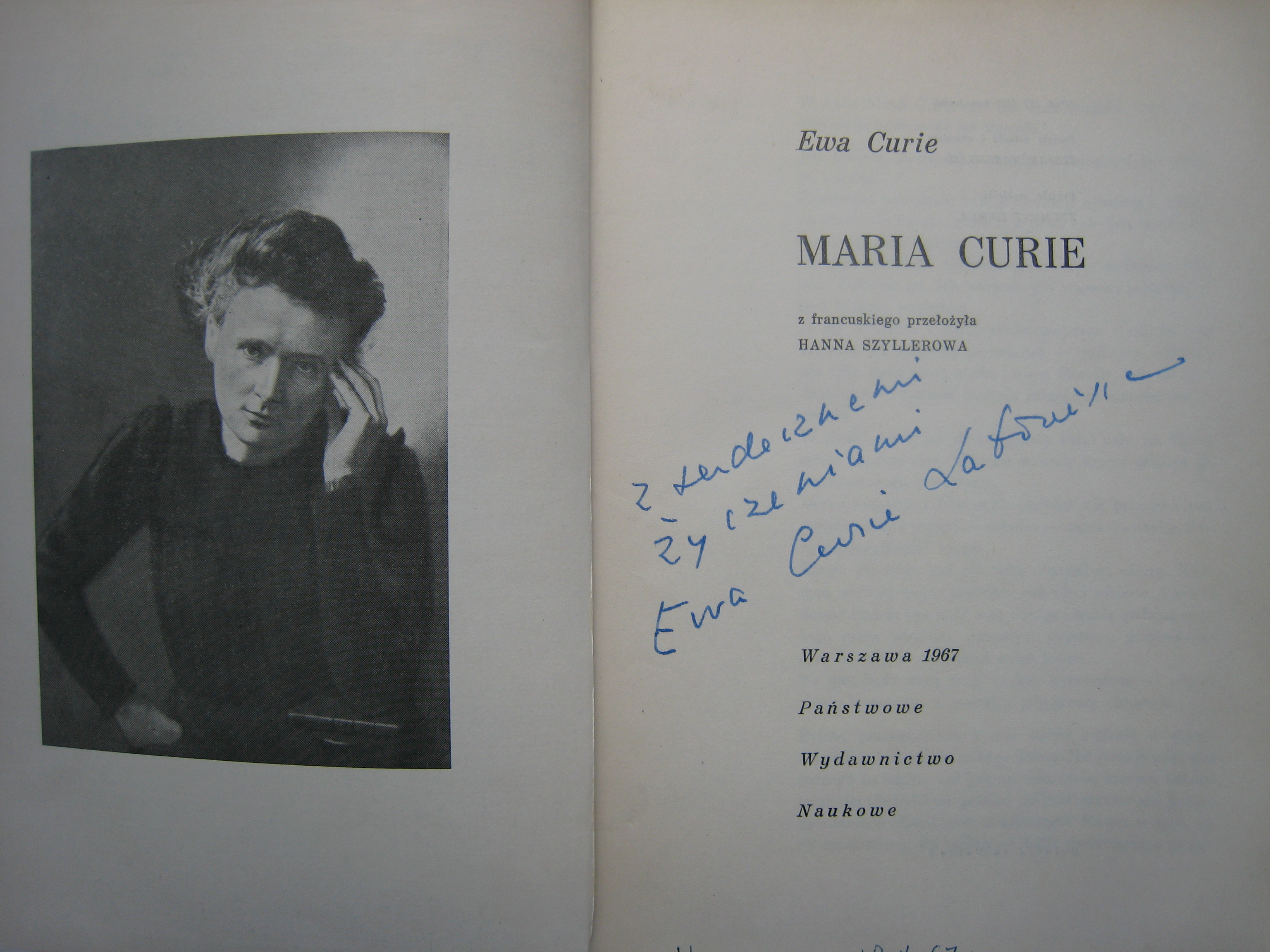
Odręczna dedykacja autora książki

Dedykacja (łac. dedicatio – poświęcenie, od łac. dedicare – ofiarować, poświęcić) – tekst, zazwyczaj krótki, skierowany do obdarowanego przez ofiarodawcę, a także informacja na temat osoby, której autor poświęca swoje dzieło. Mogą być to słowa własnoręcznie napisane i podpisane przez autora utworu lub właściciela przedmiotu, jak również tekst poprzedzający dzieło.
Dedykacja szczególnie intensywnie rozwijała się w renesansie, baroku i romantyzmie jako forma wypowiedzi panegirycznej, kierowana do określonej osoby m.in. w celu wyrażenia szacunku autora dla swojego mecenasa.